# Petuh
Petuh (Flensburger Petuh; též petu) je smíšený jazyk, kterým se mluví v severoněmeckém městě Flensburg u dánských hranic. Jedná se o směs němčiny, dolnoněmčiny a dánštiny (hlavně jihojutského dialektu, jinak zvaného Sønderjysk). Většina slov je z němčiny, ale převažuje syntax a gramatika z dánštiny.

## Vznik a vývoj
Etymologii tohoto názvu je třeba hledati ve slovech carte passe partout popř. Partout-Billett, což bylo tehdejší místní označení pro celoroční vyjížďkovou průkazku parníkem, jež zažilo svůj rozmach v prvních dekádách 20. století (cca 1910). Výraz vznikl v polovině devatenáctém století, mluvilo se jím hlavně u hranic s Dánskem. Je spojován hlavně s místními staršími ženami (Petuh-Tante), které takto rády cestovaly přes fjordy např. do kaváren do sousední krajiny. V padesátých letech dvacátého století byl ještě živý, dnes je na pokraji vyhynutí.

## Ukázka petuhu
| Petuhem | Německy                                                                     | Česky                                                    |
| --- | --------------------------------------------------------------------------- | -------------------------------------------------------- |
| a) Wie kann ich sitzen bei ausses Licht un szue Rollo'n un nähn abbe Knöppe an? b) Wie kann ein sitzen bei ausses Licht und zue Rollon und näh’n abbe Knöpfe an? | Wie kann ich ohne Licht sitzen und bei geschlossenen Rollos Knöpfe annähen? | Jak mohu s uzavřenými žaluziemi sedět a přišít knoflíky? |
| besüsseln | jemanden hegen und pflegen                                                  | starati se o koho, opečovávati koho                      |
| figellinsch | schlitzohrig                                                                | lstivý, mazaný                                           |
| Kinner einlegen | Kinder ins Bett bringen                                                     | uložiti děti do postele                                  |